# ال‌وی‌جی بی. آی
ال‌وی‌جی بی. آی (به انگلیسی: LVG_B.I) یک هواگرد ملخ‌پیشین تک‌موتوره از نوع شناسایی ساخت شرکت Luft-Verkehrs-Gesellschaft است.